# 戈宾加尔堡
戈宾加尔堡（Gobindgarh Fort）是印度旁遮普邦阿姆利则的一座历史悠久的军事要塞，从2017年2月10日起开始向公众开放，作为关于旁遮普历史的博物馆和主题公园。
在19世纪初，兰季德·辛格以錫克教的第十代古鲁戈宾德·辛格重新命名。
戈宾加尔堡位于阿姆利则的西南边缘，周长1000米，由锡克统治者建于18世纪，完全用砖块和石灰建造。堡垒安装了25门大炮。1805年以前属于锡克统治者。1837年，在堡垒举行王子瑙·尼哈尔·辛格（兰吉特·辛格的孙子）的盛大婚礼。
从1849年到1947年印度独立，由英国军队占据，并对堡垒进行了多次防御改进，以应对新的火炮技术的进步。堡垒还有一座高五十米的瞭望塔，于1874年完工。独立后，它被印度军队拆除。
2017年，旁遮普邦政府将戈宾加尔堡交给马亚纳格里私人有限公司，开辟为主题公园，增加了许多景点，使其成为现场博物馆，同时还举办锡克军事历史以及兰吉特·辛格的珍宝的展览。
- Sher e Punjab - 精彩的7D表演，以身临其境的方式，表现19世纪兰吉特辛格的生活。
- Toshakhana .硬币博物馆 - 曾经保存令人垂涎的科希诺钻石，现在是硬币博物馆。
- The Bungalow – 古代战争博物馆，有许多栩栩如生的雕像，非常逼真。
- 旁遮普精神（Spirit of Punjab）- 全天各种现场表演的舞台。
- Ambarsari Zaika - 有各种食品商店和摊位可供选择。
- Haat Bazaar - 售卖披肩、古董、黄铜制品等。
- 低语墙（Kanda Boldiyan Ne）是一个在印度罕见的高品质的激光表演。每天晚上日落后，举行旁遮普语和英语的表演。

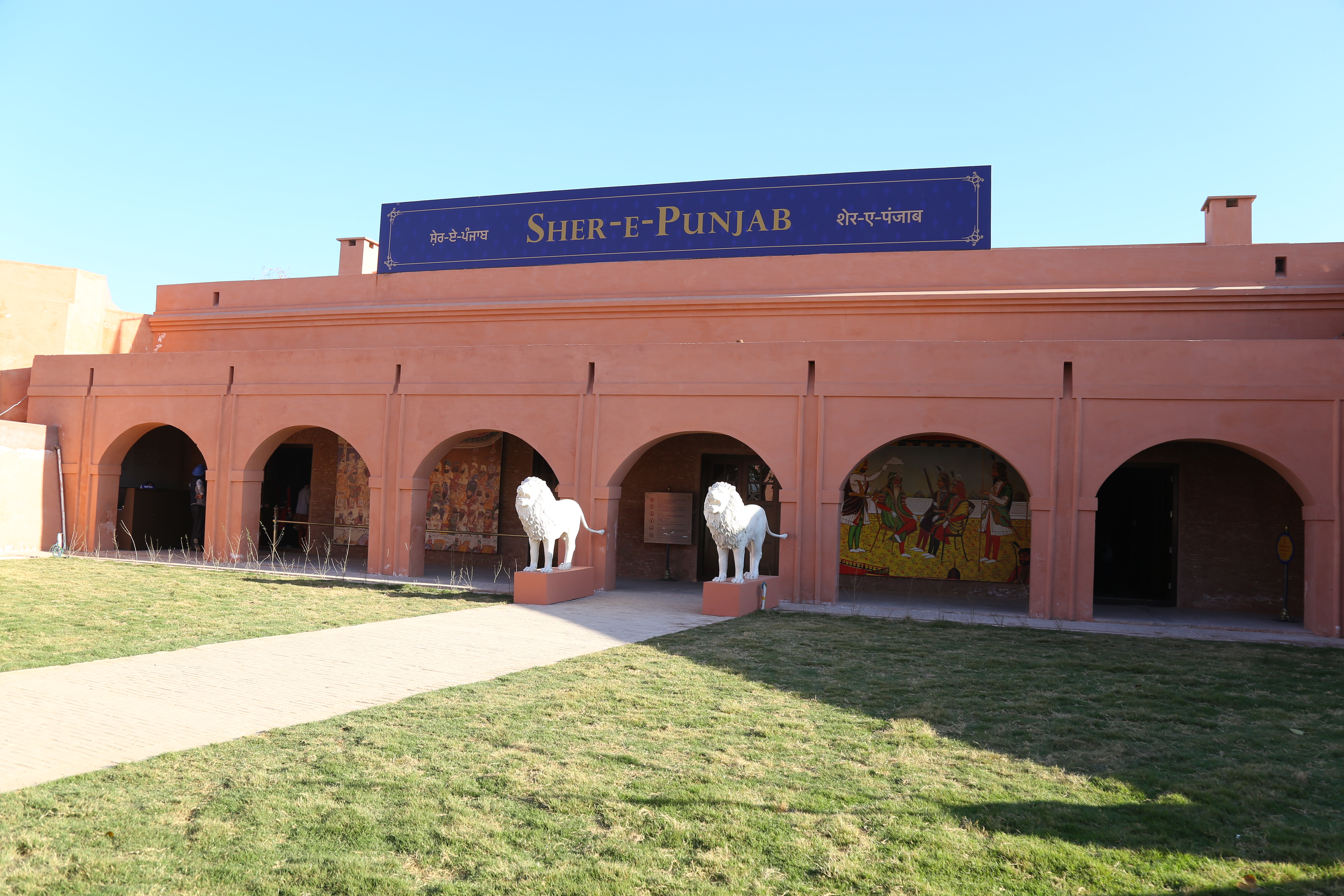
入口
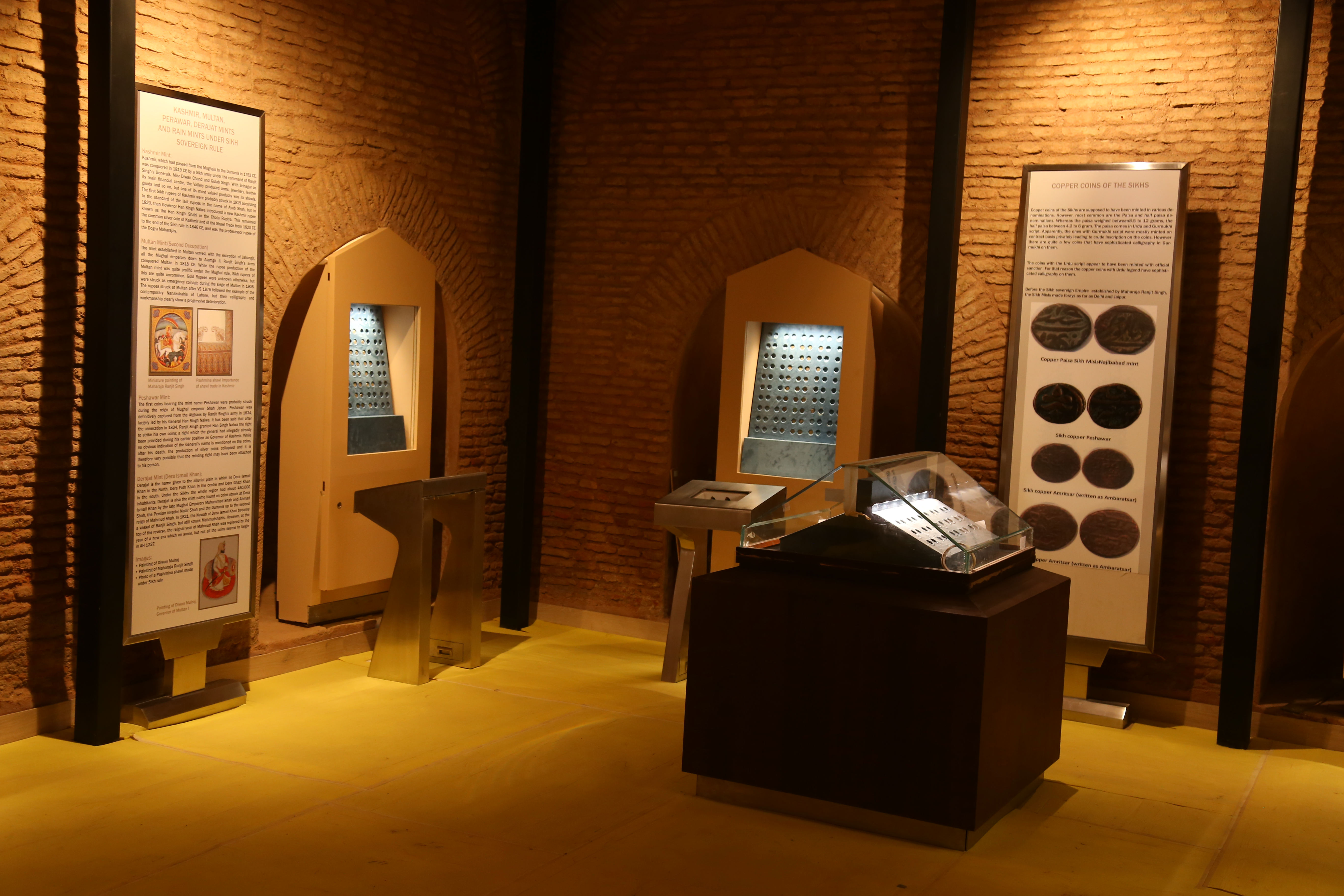
硬币博物馆
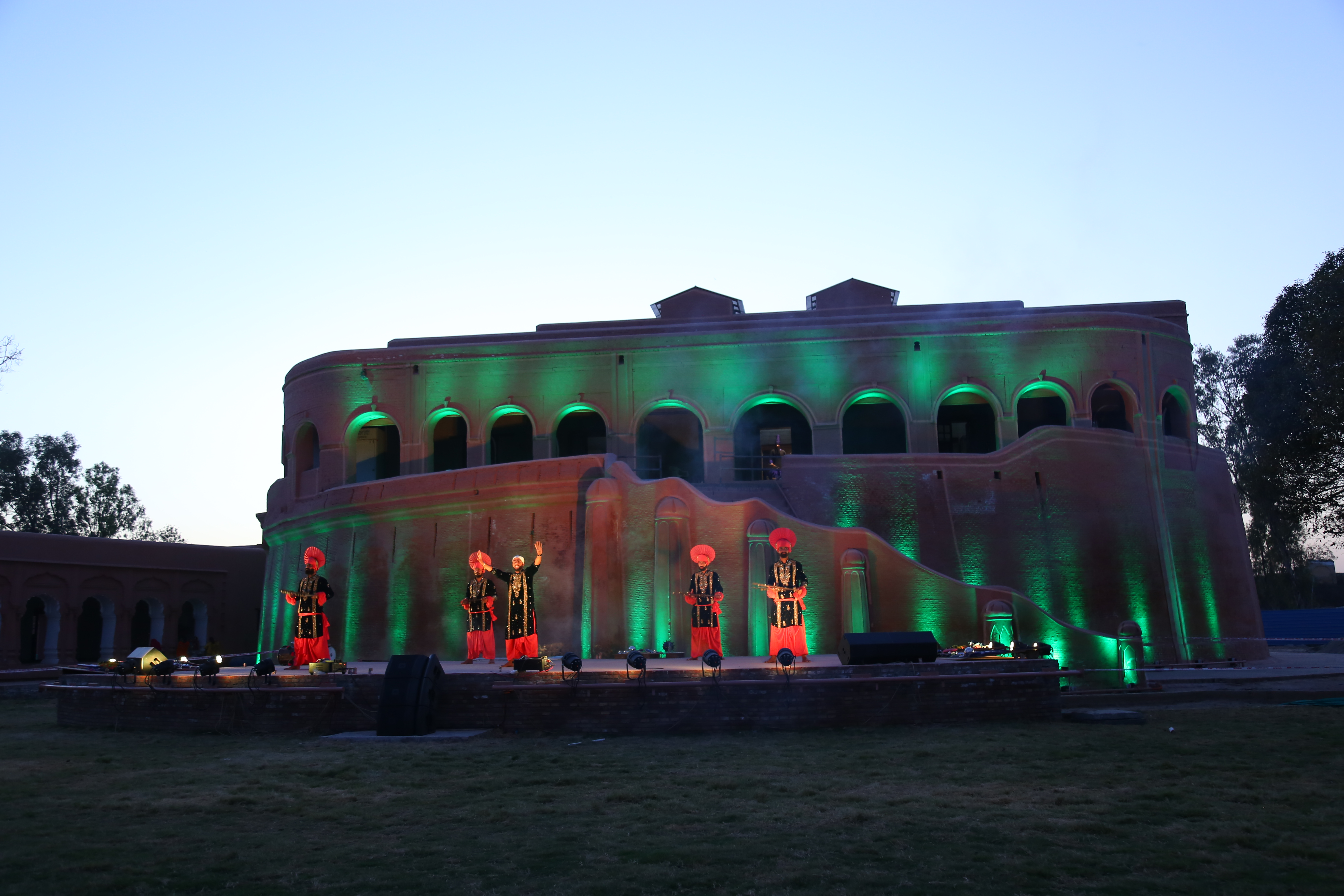
现场表演的舞台